# Hans Kaarsberg
Hans Sophus Kaarsberg (født 26. januar 1854 i Græse præstegård, død 16. marts 1929 i Sorø) var en dansk læge og forfatter. Han var bror til Johannes Kaarsberg og Ellen Reumert f. Kaarsberg, og nevø til Japetus Steenstrup, der var gift med Kaarsbergs faster.
Kaarsberg blev student 1873, cand. med. 1880, Dr. med. 1889, og blev efter adskillig landpraksis distrikts- og senere amtslæge i Sorø. Kaarsberg var urolig af natur og en livfuld intelligens med en frisk selvstændighedstrang. Han skrev populære hygiejniske afhandlinger, blandt andet Vore Børn (1889). Dernæst skrev han, til dels under pseudonymet Hans Juul, en række noveller og fortællinger præget af en god iagttagelsessans og et veludviklet fortælletalent. Eksempelvis Daarlige Tider, 1887; Mutterlillen, 1889; Folkene paa Nakkebjerg, 1895; Sort og Rødt, 1898; Stort Vildt 1901; Prins Hafiz Rejse, 1907; Vildt og Tæmmet, 1915). Han var en ivrig friluftsmand — jæger og turist — og hentede ofre sine emner fra naturen og fremmede folkeslags liv. Udbyttet af sine rejser i civilisationens udkanter har kan læses i rejsebeskrivelser og folkepsykologiske studier, blandt andre Gennem Stepperne, 1891 og Nordens sidste Nomade, 1897, der underholder ved livlige, friske skildringer og indeholder originale refleksioner over de såkaldte naturfolks
degeneration. I 1921 udgav han sine Memoirer.